# Silent Service
Silent Service är ett ubåtsspel av Sid Meier från 1985, där man som befälhavare för en amerikansk ubåt under andra världskriget skall sänka ett antal japanska fartyg. Spelet släpptes till ett antal 8- och 16-bitarsdatorer, däribland Amiga, Atari ST, Commodore 64 och Apple II.

## Spelarläge

### Krigspatrullering
Spelarläget där spelaren patrullerar i södra Stilla havet och fiender försöker ta över öarna.

### Konvojscenarion
Fasta scenarion som har inträffat i verkligheten.

## Svårighetsgrader
Det finns flera olika parametrar att ställa in för att få olika svårighetsgrader. Ju högre svårighetsgrad, desto fler poäng får spelaren om den lyckas med sitt uppdrag. Skikten på översiktskartan kan vara obegränsad eller bara så lång som radarn ser, ca 12 km. Konvojerna kan påverkas så att fartygen alltid ligger i linje, eller sicksackar runt varandra för att vara svårare att träffa.
Spelare kan ställa in så att man bara har torpeder som exploderar eller att vissa är blindgångare. Även möjlighet till reparation under pågående uppdrag eller bara när båten ligger i hamn. Samt om jagare kan vara av standardtyp eller en som har en bättre hydrofon. Konvojer kan vara nära direkt när spelaren påbörjar sitt uppdrag eller så behöver spelaren leta upp dem själv.

## Spelkontroller
- Maskintelegraf - här ställer man in ubåtens hastighet. I ytläge kan man koppla in dieselmotorn, då är högsta farten 20 knop.
- Backväxel - med backväxeln kan man göra snabbare svängar och komma i position för att använda de aktre torpederna.
- Riktning - 0 Norr eller vänster. Sänk eller ubåt, 90 på att bäring(bea- hoger eller oster, ring) och riktning 180 neråt eller (heading) är olika söder, 270 vänster.[förtydliga]
- Kartskala - ställer in skalan på översiktskartan för bästa överblick.
- Tidsskalan - här kan man ändra så att tiden går snabbare/långsammare.
- Periskop - indikerar om periskopet är uppe eller nere
- Torped - spelarens huvudvapen, fungerar bäst på avstånd under 300 yards (274 m).
- Däckskanon - använder däckskanonen mot försvarslösa transportskepp när alla torpeder gått åt till jagare. Däckskanonernas vinkel går att ställa in för att nå mål på längre distanser.[3][5]

## Mottagande
Christer Rindeblad ansåg i sin recension för Datormagazin att spelet var dramatiskt.

### Fotnoter
1. ↑  läs online, www.originsgames.com .[källa från Wikidata]
2. 1 2  ”Silent Service”. NES DB. 6 mars 1989. Arkiverad från originalet den 26 april 2014. https://web.archive.org/web/20140426234240/http://www.nesdb.se/game_more.php?id=1313&rid=1. Läst 26 april 2014.
3. 1 2 3 4  Nintendo Magasinet. Power Player Nummer 3, sida 8-11.
4. ↑  Zamora, David Plotkin, Rick Teverbaugh, Matt Loveless, John Kintz, Mark Falleroni, Georgi. ”ST Product News: The Pinball Factory, Silent Service, Black Cauldron, Textpro, Universe II”. www.atarimagazines.com. https://www.atarimagazines.com/v5n12/STProductNews.html. Läst 27 oktober 2018.
5. ↑  ”CGW Museum - Galleries”. www.cgwmuseum.org. http://www.cgwmuseum.org/galleries/index.php?year=1993&pub=2&id=111. Läst 27 oktober 2018.
6. ↑  Datormagazin 2 1987.